# Neoperla nebulosa
Neoperla nebulosa är en bäcksländeart som beskrevs av Bill P.Stark och Ignac Sivec 2008. Neoperla nebulosa ingår i släktet Neoperla och familjen jättebäcksländor. Inga underarter finns listade i Catalogue of Life.